# Archetype Interactive
Archetype Interactive est un studio américain de développement de jeux vidéo fondé en 1995 par Andrew Kirmse, Chris Kirmse et d'autres associés, dans le cadre du développement du MMORPG Meridian 59. Archetype Interactive fut racheté l'année suivante, en 1996, par The 3DO Company pour 5 millions de dollars en actions.